# Naya Rivera
Naya Rivera (12. siječnja 1987. – 8. srpnja 2020.) bila je američka glumica i pjevačica. Najpoznatija je po ulozi Santane Lopez u TV seriji "Glee".
Rivera je nestala 8. srpnja 2020. godine, nakon nakon što je njezin sin pronađen sam na brodu. Rekao je policiji kako mu se majka kupala u rijeci te kako nije uspjela doplivati natrag do broda. Policija smatra kako je Rivera upala u vrtlog te kako se vrlo vjerojatno utopila. Nakon intenzivne petodnevne potrage njezino tijelo pronađeno je u jezeru Piru 13. srpnja 2020. godine.

## Filmografija
| Godina | Naslov                     | Uloga         |                 |
| ------ | -------------------------- | ------------- | --------------- |
| 2009   | Frankenhood                | Hottie        |                 |
| 2011   | Glee: The 3D Concert Movie | Santana Lopez | 3D Concert Film |

| Godina        | Naslov                                                       | Uloga           |                                                              |
| ------------- | ------------------------------------------------------------ | --------------- | ------------------------------------------------------------ |
| 1991. – 1992. | Kraljevska obitelj                                           | Hillary Winston | stalna uloga                                                 |
| 1992. – 1993. | Pod istim krovom                                             | Gwendolyn       | epizode: "Just One Date", "Heart Strings", "Mama's Wedding"  |
| 1993.         | Princ s Bel-Aira                                             | Cindy           | epizoda: "Bundle of Joy"                                     |
| 1993.         | Sinbad Show                                                  | Gošća           | epizoda: "It's My Party, I'll Cry If I Want To"              |
| 1995.         | Live Shot                                                    | Ann             | epizoda: "Another Day, Another Story"                        |
| 1996.         | Baywatch                                                     | Willa           | epizoda: "Scorcher"                                          |
| 1997. – 1999. | Pametan dečko[Pametan dečko ili Pametni dečko, to nije isto] | Kelly Tanya     | epizode: "Baby, It's You and You and You", "Never Too Young" |
| 1999.         | Jersey                                                       | Cura #2         | epizoda: "Be True to You"                                    |
| 2002.         | Kućni spoj                                                   | Chloe           |                                                              |
| 2002.         | Even Stevens                                                 | Charlene        | epizoda: "Short Story"                                       |
| 2002. – 2004. | Pajama Rama                                                  | Uloga same sebe | domaćica                                                     |
| 2002. – 2006. | Bernie Mac Show                                              | Donna           | (sezone 2-5): 11 epizoda                                     |
| 2003.         | Soul Food                                                    | Lauryn          | epizode: "Truth's Consequences", "Nobody's Child"            |
| 2004.         | 8 Simple Rules                                               | Nice Girl       | epizoda: "Halloween"                                         |
| 2008.         | Girlfriends                                                  | "Young Lady"    | epizoda: "Stand and Deliver"                                 |
| 2008.         | CSI: Miami                                                   | Rachel Calvado  | epizoda: "Power Trip"                                        |
| 2009.–nadalje | Glee                                                         | Santana Lopez   | sezona 1: nestalni dio ekipe sezone 2–4: potpuni član ekipe  |
| 2012.         | The Glee Project                                             | Uloga same sebe | Zvijezdana gošća (sezona 2, epizoda 4 "Sexuality")           |
| 2012.         | Kako sam uspjela                                             | Uloga same sebe | epizoda 3, s Chris Brown                                     |

## Vanjske poveznice
- Naya Rivera u internetskoj bazi filmova IMDb-u (engl.)